# Ichneumon amblypygops
Ichneumon amblypygops är en stekelart som beskrevs av Heinrich 1978. Ichneumon amblypygops ingår i släktet Ichneumon och familjen brokparasitsteklar. Inga underarter finns listade i Catalogue of Life.